# 아파티티

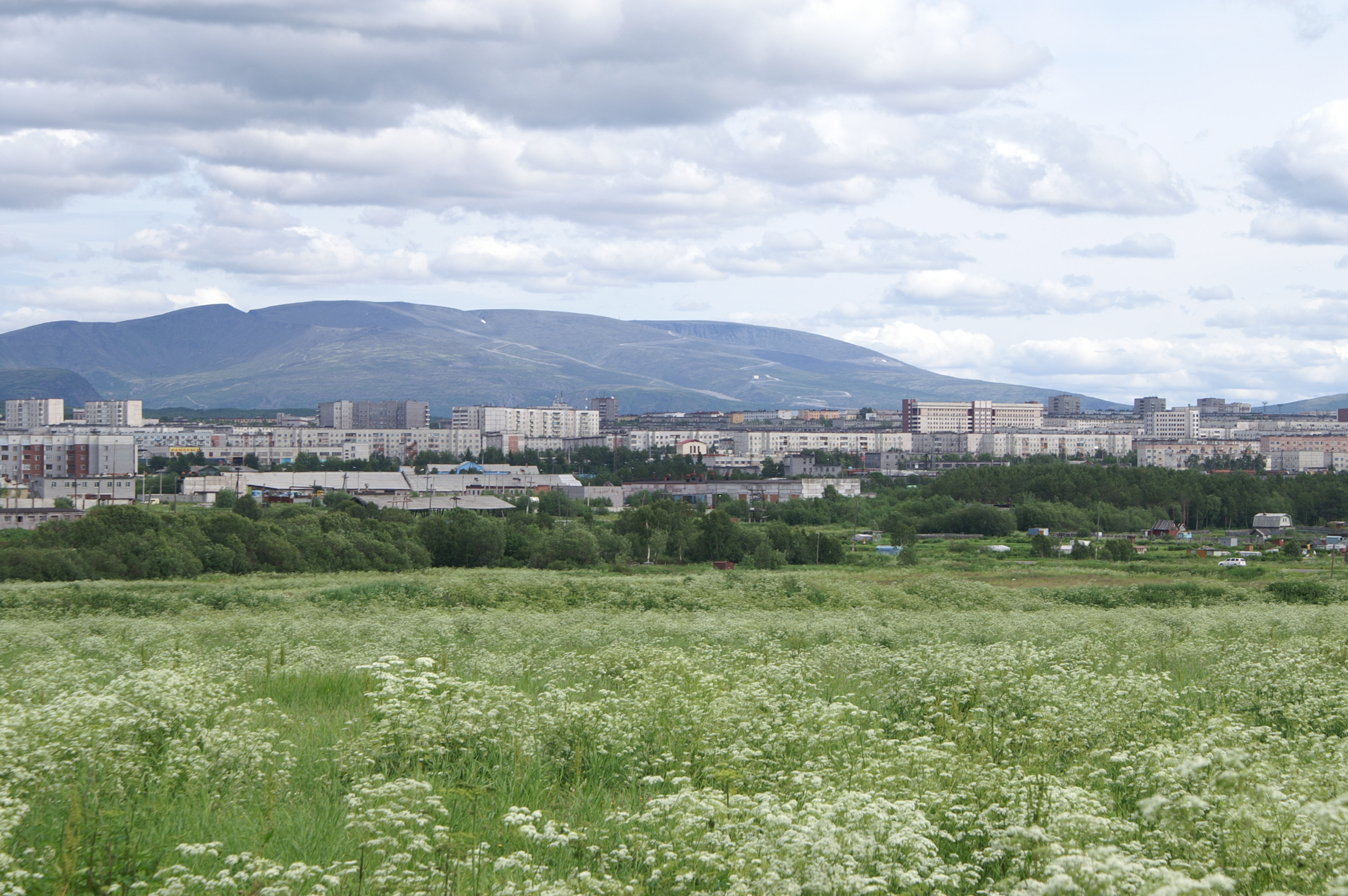

아파티티(러시아어: Апати́ты)는 무르만스크 주의 도시이고, 북쪽으로 185km지점에 무르만스크가 있다.